# ロドニー・リナレス
ロドニー・リナレス（Rodney Linares, 1977年8月7日 - ）は、アメリカ合衆国ニューヨーク州ニューヨーク市ブルックリン区出身のプロ野球監督、元プロ野球選手（内野手）、野球指導者。右投右打。現在はMLBのタンパベイ・レイズのベンチコーチを務める。
かつてNPBの大洋ホエールズでプレーし、引退後にはヒューストン・アストロズのコーチを務めたフリオ・リナレスを父に持つ。

## 経歴
1997年にアマチュア・フリーエージェントでヒューストン・アストロズと契約してプロ入り。選手としてはこの年にアストロズ傘下、翌1998年にデトロイト・タイガース傘下のルーキー級2球団でプレーしたのみであり、僅か2年間の現役生活だった。
引退翌年の1999年から2018年までの20年間、アストロズ傘下のマイナー球団のコーチや監督を歴任し、J.D.マルティネス、ホセ・アルトゥーベ、ジョージ・スプリンガー、カルロス・コレア、アレックス・ブレグマンらといった後の主力選手を育てている。
2019年よりタンパベイ・レイズの三塁コーチに就任し、2022年まで同職を務めた。
2023年シーズンからはカンザスシティ・ロイヤルズの監督に招聘されたマット・クアトラーロに代わってベンチコーチに昇格した。また、シーズン前の第5回WBCではドミニカ共和国代表の監督を務める。

## 詳細情報

### 背番号
- 27（2019年 - ）

### 代表での監督歴
- 2023 ワールド・ベースボール・クラシック・ドミニカ共和国代表